# 멜라노로사우루스
멜라노로사우루스(영어: Melanorosaurus)는 중생대 트라이아스기 후기 남아프리카에 서식한 4족보행의 초식공룡이다. 학명은 '검은 산의 도마뱀'이라는 의미를 갖고 있다. 화석은 남아프리카에서 발견되었고, 1924년 학계에 보고되었다. 전체 몸 길이는 약 10m~12m, 체중은 12t가량되었을 것으로 추정된다. 목은 길고, 머리는 작다. 꼬리는 탄력이 있고 길다. 원시용각류 중에서는 현재 알려진 종 중에서 최대 크기이다.
용반목이지만 용각류의 직접적인 선조는 아닌 것으로 밝혀졌다. 가벼운 등뼈와 힘센 뒷다리가 있어 이족 보행이 가능했으나, 거대한 몸 때문에 주로 네 발로 다녔을 것으로 추정된다.